# Zur falschen Zeit am falschen Ort
Zur falschen Zeit am falschen Ort ist ein Dokumentarfilm von Tamara Milosevic aus dem Jahre 2005, der sich mit dem im Juli 2002 verübten Mord an dem 16-jährigen Marinus Schöberl durch drei Jugendliche auseinandersetzt. Der Film kam am 16. März 2006 in die deutschen Kinos.

## Handlung
Der auf Erläuterungen, Wertungen und Kommentare verzichtende Dokumentarfilm eröffnet mit der Verlesung der Anklageschrift gegen die drei Mörder von Marinus Schöberl aus dem Off und konzentriert sich dann auf den jungen Matthias, einen Freund des Ermordeten, und sein soziales Umfeld und das gestörte Verhältnis zu seiner Familie. Dabei werden keine direkten Fragen zur Tat an Marinus gestellt. Matthias, der auch Marinus Leiche entdeckt und ausgegraben hat, wird mit der grausamen Tat, die seinem Freund widerfahren ist, nicht fertig. Er kann die Tat im Gegensatz zu manch anderem Dorfbewohner nicht verdrängen, zeigt Gefühle und wird mit der Aggression um ihn herum nicht fertig. Seitdem er die Leiche von Marinus gefunden hat, was ihm in der Schule den Ruf eines Verräters einbrachte, ist Matthias traumatisiert und leidet unter schweren Depressionen. Die Schule hat er abgebrochen und die nächsten Monate vor dem Fernseher auf seinem Zimmer verbracht. Matthias erzählt außerdem, dass er sich häufig vorstellt, er hätte ebenso gut das Opfer sein können. Er will einen Neuanfang machen und wünscht sich etwas aus seinem Leben zu machen, zum Beispiel eine Lehre zu beginnen. Doch dies ist für den Schulabbrecher nicht einfach, da sind das Trauma und die seelischen Schäden, die ihn doppelt belasten. Sein Vater, der Marinus als Mitläufer und wehrloses Opfer beschreibt, der nicht in die Gesellschaft passe und auf die Sonderschule gehöre, meint dagegen, dass der traumatisierte und dadurch phlegmatische Matthias nur verstockt sei, sich auf seinem Trauma ausruhen würde und sein Leben nicht selbst in die Hand nehmen wolle.
Neben Matthias und seinem Vater kommen auch andere zu Wort, wie zum Beispiel der Bürgermeister. Dieser fragt sich, wie es zu dem grausamen Mord an Marinus Schöberl kommen konnte und beklagt, dass die Medien nur schnelle Antworten haben wollen, dabei sei die Tat doch nicht geplant gewesen, die Mörder von Marinus wollten nur mal „die Sau rauslassen“. Der Bürgermeister vermutet die Schuld bei den Eltern. Andere Ortsbewohner reden meist nicht über den Mord und fühlen sich nicht dafür verantwortlich. Es gibt für sie andere Probleme, die Potzlow und seine Bewohner belasten. In Matthias’ sozialem Umfeld trinken Erwachsene gemeinsam mit den Kindern Bier, kiffen und feiern Gartenpartys. Während einer Grillrunde wird ein 36-jähriger Nichtsnutz und Alkoholiker von Matthias Vater nicht gerade mit liebevollen Eigenschaften beschrieben, ein wenig gehänselt. Der will das nicht, aber er ist zu betrunken, um sich zu wehren. Er wird in den See geschubst, etwas gehänselt. In einem Interview danach äußert er eher widerwillig seinen Unmut. Es ist doch nur Spaß, jeder kommt mal dran, sagt er dem Sinne entsprechend.

## Hintergrund
- Im Juli 2002 töteten drei Jugendliche den gleichaltrigen Marinus Schöberl im brandenburgischen Potzlow, nachdem sie ihn vorher stundenlang gequält und erniedrigt hatten. Anschließend verscharrten sie die Leiche in einer Jauchegrube.
- Es dauert eine Weile, bis einer der Jugendlichen auf der Schule beginnt, mit der Tat anzugeben. Keiner glaubt ihm. Der im Film porträtierte Matthias, ein Freund von Marinus, will es genau wissen und gräbt die Leiche aus. Von da an gilt er als Verräter.

## Trivia
- Zur falschen Zeit am falschen Ort war die Abschlussarbeit von Tamara Milosevic an der Filmakademie Baden-Württemberg.

## Kritiken
- Die junge Regisseurin Tamara Milosevic wagte sich für ihre Abschlussproduktion an der Filmakademie Baden-Württemberg mit der Kamera nach Potzlow. Wenn sie zu Beginn von Zur falschen Zeit am falschen Ort die Landschaft zeigt, die menschenleere Dorfstraße, den verlassenen Schweinestall, dann reicht das aus, um sich wieder den Ablauf der Tötung vorzustellen, den man aus den übrigen Medienberichten erinnert. Direkte Fragen zur Tat werden diesmal nicht gestellt, Milosevic ist nicht auf offene Konfrontation aus. Stattdessen findet sie Marinus’ ehemaligen Freund Matthias, der in seiner Umgebung wie ein kleines menschliches Wunder erscheint. Er ist offenbar der einzige, der das Geschehene nicht verdrängen kann, der Gefühle zeigt und mit der Aggression um ihn herum nicht fertig wird. „Wie dumm sind Menschen. Dit verblüfft mich. Dit macht mir Angst“, sagt er, und ein unheimliches Maß an diesem ewigen Erstaunen und der Angst produziert auch die Dokumentation durch ihren unkommentierten Blick auf die scheinbar ganz normale Dumpfheit des Alltags in einem Dorf in Deutschland. (critic.de)[2]

- Tamara Milosevic interessiert sich nämlich nicht zuerst für den Krankheitsfall eines Einzelnen, sondern für den einer ganzen Gemeinschaft, für ihre moralischen Defizite und geistigen Leerstellen, die provinzielle Enge und die knappen Möglichkeiten, ihr zu entfliehen. Es geht um den Schlaf der Vernunft und die daraus entstehenden Ungeheuer. Das Tier im Menschen und die Bedingungen, die es braucht, um aus ihm herauszubrechen. Dass der Film dabei keine flotten Erklärungen anbietet, spricht für ihn und seine Regisseurin. (film-dienst)[3]

- „Zur falschen Zeit am falschen Ort“ ist sicher und unauffällig inszeniert. Die Doku fällt nicht durch ausgefallene Mätzchen auf, alles ist der Thematik und der bestmöglichen Herangehensweise an diese untergeordnet. Einen Schönheitspreis wird „Zur falschen Zeit am falschen Ort“ nicht gewinnen, die Qualitäten liegen irgendwo anders. Effektiv werden die 60 Minuten Spielzeit benutzt, um den Zuschauer in eine Welt, in ein Leben zu führen, welche ihm so fremd nicht sind. Das Resultat ist eine faszinierende Milieustudie, eine Dokumentation, die aufwühlt und Mut beweist. Es ist mutig, die Ansässigen offen zu Wort kommen zu lassen, denn manche Aussage ist nicht ohne… (Filmstarts.de)[4]

- Der Film kommt ohne Kommentare aus, die einzigen beiden Off-Kommentare sind Zitate aus der Anklageschrift und aus einem ärztlichen Gutachten über Matthias. ZUR FALSCHEN ZEIT AM FALSCHEN ORT erinnert in der Filmsprache, in der Dialektik von Nähe, wie sie die Kamera schafft, und Distanz, wie sie die Montage herstellt, an das Werk von Claude Lanzmann. Ein großer Vergleich – aber die gelungene Gegenüberstellung der Realität des Täterumfelds, in dem es keine Rückkehr zur Normalität gibt, weil die Normalität gar nicht durchbrochen wurde, mit der Realität des Opferumfelds, in der das Trauma die biografische Kontinuität zerstört hat, ist eine herausragende Dokumentation deutscher Zustände. (Jungle World)[5]

- Mit beklemmender Intensität zeichnet Tamara Milosevic in ihrem Film das Bild einer Gemeinschaft, in der es tödlich sein kann, zur falschen Zeit am falschen Ort zu sein. (Südwest Fernsehen)[6]

## Auszeichnungen
- 2005: Gewinner des First Steps Awards in der Kategorie Dokumentarfilme
- 2006: Gewinner des Förderpreises bei der Veranstaltung Deutscher Fernsehpreis
- 2006: Nominierung für den Max-Ophüls-Preis